# Leif Mortensen
Leif Mortensen (født 5. maj 1946 i København) er en tidligere dansk cykelrytter.
Mortensen vandt blandt andet sølv i landevejsløb ved Sommer-OL 1968 i Mexico, amatørverdensmester i landevejsløb i 1969, sølvmedalje ved de professionelle landevejsmesterskaber i 1970, andenplads i Grand Prix de Fourmies og i parløbet Trofeo Baracchi, hvor hans makker var Ole Ritter i 1970, en sjetteplads i Tour de France i 1971 og samme år vandt Leif Mortensen Trofeo Baracchi sammen med Luis Ocaña og han var vinder af Belgien Rundt i 1973 og samme år etapevinder i cykelløbet Paris-Nice.
Mortensen blev professionel i 1970, hvor han skrev kontrakt med cykelholdet BIC.
I dag, 2009, er Mortensen medkommentator på sportskanalen Eurosport i forbindelse med de store etapeløb.